# 李树铭 (1963年)
李树铭（1963年1月—），男，河北平泉人，中华人民共和国政治人物。曾任国家林业和草原局（国家公园管理局）副局长。

## 生平
1984年毕业于黑龙江省克山师范专科学校政治教育专业，进入大兴安岭地区新林林业局翠岗林场，担任政治工作干事。1986年调至共青团大兴安岭地区新林区委员会工作，历任副书记、书记。1987年至1990年，在东北师范大学政治教育专业本科学习。1990年任共青团安岭地区委员会副书记。1994年至1996年，在中共黑龙江省委党校经济管理专业在职研究生学习。1995年后，历任大兴安岭地区阿木尔林业局党委书记，局长、党委副书记。2000年任中共黑龙江塔河县委副书记、县长。
2001年1月任大兴安岭林业管理局副局长，大兴安岭林业集团公司副总经理（副厅级）。2003年3月任黑龙江省林业厅党组成员、黑龙江省森林草原防火指挥部专职副指挥。2010年任黑龙江省林业厅副厅长。2014年12月任黑龙江省林业厅党组书记、副厅长。
2015年7月，任中共大兴安岭地委副书记、行署专员、林管局局长。2016年8月26日，任国家林业局副局长、党组成员。2018年3月国务院机构改革后，继续担任国家林业和草原局副局长。2023年1月23日，因年龄不再担任上述职务。